# Michael Gothard
Michael Gothard est un acteur britannique, né le 24 juin 1939 à Londres où il est mort le 2 décembre 1992.

## Biographie
Michael Gothard, de son nom complet Michael Alan Gothard, est né à Londres en 1939. Avant de commencer sa carrière, il a voyagé en Europe et a vécu pendant un an à Paris, Boulevard Saint-Michel dans le Quartier latin. Il a exercé divers emplois, dont celui d'ouvrier en bâtiment. De retour en Angleterre, à 21 ans, il décide de devenir acteur.

### Carrière
Il a rejoint le Arts Theatre à Westminster et a joué dans un film amateur. Il a ensuite suivi des cours du soir et obtient son premier rôle à la télévision dans un épisode de la série de science-fiction Out of the Unknown en 1966. Il a ensuite joué dans les films Herostratus (1967) et Up the Junction (1968). Son rôle de l'assassin dans le film d'horreur Lâchez les monstres (1970) de Gordon Hessler lui a permis d'interpréter des personnages plus étranges. Vincent Price, Christopher Lee et Peter Cushing ont également joué dans le film.
Une de ses principales apparitions est dans le film Les Diables (1971) de Ken Russell, où il interprète aux côtés de Vanessa Redgrave et Oliver Reed un chasseur de sorcières et un exorciste.
Il a joué dans de nombreux films et séries historiques notamment Arthur, roi des Celtes (1972) où il joue le rôle de Kai, ainsi que l'assassin John Felton dans Les Trois Mousquetaires (1973) et On l'appelait Milady (1974). Oliver Reed a également joué dans les deux films.
Michael Gothard est surtout connu pour avoir interprété, dans James Bond, le tueur à lunettes Emile Leopold Locque dans Rien que pour vos yeux (1981).

### Décès
Il a souffert d'une sévère dépression et s'est suicidé par pendaison en 1992, à l'âge de 53 ans.

## Filmographie partielle

### Cinéma
- 1969 : Michael Kohlhaas de Volker Schlöndorff : John
- 1971 : La Vallée perdue de James Clavell : Hansen
- 1971 : Les Diables (The Devils) de Ken Russell : Le Père Barre
- 1971 : Mais qui a tué tante Roo ? (Whoever Slew Auntie Roo?) de Curtis Harrington : Albie
- 1972 : La Vallée de Barbet Schroeder : Olivier
- 1973 : Les Trois Mousquetaires (The Three Musketeers) de Richard Lester : Felton
- 1974 : On l'appelait Milady (The Four Musketeers : Milady's Revenge) de Richard Lester : Felton
- 1978 : Les Sept Cités d'Atlantis (Warlords of Atlantis) de Kevin Connor : Atmir
- 1981 : Rien que pour vos yeux (For Your Eyes Only) de John Glen : Emile Leopold Locque
- 1985 : Lifeforce de Tobe Hooper : Dr. Bukovsky
- 1989 : Le Roi blessé (Gioco al massacro) de Damiano Damiani : Zabo

### Télévision
- 1972 : Arthur, roi des Celtes : Kai
- 1988 : Jack l'Éventreur de David Wickes : George Lusk
- 1992 : Frankenstein de David Wickes